# Prescrizione (ordinamento civile italiano)
La prescrizione nell'ordinamento civile italiano indica l'estinzione di un diritto conseguente al suo mancato esercizio per un determinato periodo di tempo.
La materia è regolata dagli articoli 2934 a 2963 del codice civile italiano. In ambito processuale, è una tipica eccezione di parte: non può essere rilevata d'ufficio dal giudice, ma deve essere espressamente eccepita dalla parte interessata. Ciò significa che chi è chiamato in giudizio per l'adempimento di una obbligazione prescritta, ha comunque l'onere di costituirsi nel processo (a mezzo di un avvocato difensore, quando è necessario) e avanzare l'eccezione in parola.

## Analisi
L'istituto della prescrizione trova la propria ragion d'essere per esigenze di certezza del diritto: se il titolare di un diritto non lo esercita per un periodo prolungato di tempo, l'ordinamento giuridico riconosce l'opportunità di tutelare l'interesse del soggetto passivo a non rimanere obbligato per un periodo indefinito di tempo, più precisamente non viene estinta l'obbligazione ma il diritto del soggetto attivo di pretendere che il soggetto passivo adempia. Ciò anche a tutela di chi ha effettivamente adempiuto la propria obbligazione, atteso che a distanza di anni non è sempre facile provare il proprio adempimento (si è smarrita la quietanza, eventuali testimoni non sono più reperibili o non ricordano, eccetera).
La prescrizione, più precisamente, consiste nell'estinzione di un diritto soggettivo a causa del suo mancato esercizio per un certo periodo di tempo, determinato dalla legge (normalmente dieci anni). Nel linguaggio giuridico, quando si parla di prescrizione ci si riferisce, per lo più, alla prescrizione estintiva, ma il termine prescrizione viene talvolta usato per indicare il fenomeno inverso (nel qual caso si parla di prescrizione acquisitiva, o usucapione). 

## Ambito di applicabilità
Non tutti i diritti si prescrivono: non sono soggetti alla prescrizione i diritti indisponibili, né i diritti disponibili ma espressamente dichiarati imprescrittibili dalla legge. Tra i diritti indisponibili rientrano i diritti della personalità, gli status familiari e la potestà dei genitori sui figli. Tra i diritti disponibili non soggetti a prescrizione spiccano il diritto di proprietà (che però è soggetto all'istituto della prescrizione acquisitiva: l'usucapione), il diritto alla qualità di erede (che incontra anche qui il limite dell'eventuale usucapione da parte di terzi di singoli beni ereditari) e il diritto a far valere la nullità di un contratto.
Qualora tuttavia in virtù degli usi o per la natura della prestazione ovvero per il modo o il luogo dell'esecuzione, sia necessario un termine, esso, in difetto di accordo, è determinato dal giudice. Anche l'azione volta alla fissazione del termine per adempiere è però a sua volta soggetta alla prescrizione ordinaria decennale. La disciplina della prescrizione è inderogabile: i patti volti a tal fine sono nulli né è possibile rinunciare alla prescrizione fin quando questa non è compiuta. La rinuncia non deve essere necessariamente espressa, ma può anche risultare da fatti concludenti, incompatibili con la volontà di avvalersi della prescrizione.
Esempi di prescrizioni più brevi sono quelli relativi al risarcimento del danno derivante da fatto illecito (5 anni dal fatto), al risarcimento del danno prodotto dalla circolazione dei veicoli (2 anni dall'evento), ai diritti derivanti dal contratto di spedizione e trasporto (1 anno, oppure 18 mesi se il trasporto ha inizio o termine fuori dell'Europa, decorrenti dall'arrivo a destinazione della persona oppure dal giorno del sinistro oppure se questo è ignoto - dal giorno in cui è avvenuta o sarebbe dovuta avvenire la riconsegna della cosa al luogo di destinazione).

### Decorrenza
Il periodo di tempo varia a seconda delle diverse fattispecie delle quali si sta considerando l'eventuale prescrizione. Ove la legge non disponga nulla in ordine al periodo di tempo necessario ai fini della prescrizione, si applica il termine di prescrizione ordinaria, che è di dieci anni. Ai diritti reali su cosa altrui si applica un termine più lungo, pari a venti anni. Esistono poi diversi esempi di prescrizioni "brevi" (v. oltre).
Generalmente, il termine comincia a decorrere dal giorno in cui il diritto può essere fatto valere. La prescrizione di un'obbligazione da fatto illecito incomincia a decorrere dal giorno in cui il fatto è stato commesso.

### Sospensione
I termini di prescrizione possono essere "sospesi" (ad esempio, in tempo di guerra, a favore dei militari in servizio, oppure a favore degli interdetti per infermità mentale per il tempo in cui non hanno rappresentante legale) oppure "interrotti".
Nella sospensione il periodo trascorso prima della stessa si somma con quello che continua a decorrere dopo la cessazione della causa sospensiva.
Nella interruzione, dopo ogni causa di interruzione ricomincia a decorrere un nuovo periodo di prescrizione.
L'interruzione si verifica in tre casi:
1. proposizione di domanda giudiziale (anche in sede arbitrale);
2. atto di costituzione in mora;
3. riconoscimento del debito da parte del soggetto obbligato.

In caso di proposizione di domanda giudiziale, la prescrizione rimane interrotta per tutto il giudizio, fino a quando la sentenza che lo definisce non passa in giudicato.
La sospensione opera:
- tra i coniugi;
- tra chi esercita la potestà e le persone che vi sono sottoposte;
- tra il tutore e il minore o l'interdetto soggetti alla tutela, finché non sia stato reso e approvato il conto finale;
- tra il curatore e il minore emancipato o l'inabilitato;
- tra l'erede e l'eredità accettata con beneficio d'inventario;
- tra le persone i cui beni sono sottoposti per legge o per provvedimento del giudice alla amministrazione altrui e quelle da cui l'amministrazione è esercitata, finché non sia stato reso e approvato definitivamente il conto;
- tra le persone giuridiche e i loro amministratori, finché sono in carica, per le azioni di responsabilità contro di essi;
- tra il debitore che ha dolosamente occultato l'esistenza del debito e il creditore, finché il dolo non sia stato scoperto.

Le norme (artt. 2962 e 2963 cod. civ.) prevedono i criteri per il calcolo del tempo: non si tiene conto del giorno iniziale del tempo (ad esempio, il giorno in cui è avvenuto il sinistro, che genera il diritto al risarcimento) ed il termine scade quando finisce l'ultimo giorno in esso compreso. Se il termine scade in giorno festivo, è prorogato di diritto al giorno seguente non festivo. A tal fine, come normalmente previsto in materia di termini processuali, il sabato è considerato giorno feriale (legge n. 260 del 27 maggio 1949 e successive modifiche, di cui ultimamente la legge n. 336 del 20 novembre 2000).
La prescrizione a mesi si verifica nel mese di scadenza e nel giorno di questo corrispondente al giorno del mese iniziale. Se nel mese di scadenza manca tale giorno, il termine si compie con l'ultimo giorno dello stesso mese.

## Termini brevi
Per alcuni diritti sono previsti termini di prescrizione significativamente più brevi rispetto all'ordinaria prescrizione di dieci anni.
Si prescrivono in cinque anni:
- le annualità delle rendite perpetue o vitalizie;
- il capitale nominale dei titoli di Stato;
- le annualità delle pensioni alimentari;
- le pigioni delle case, i fitti dei beni rustici e ogni altro corrispettivo di locazioni;
- gli interessi e, in generale, tutto ciò che deve pagarsi periodicamente ad anno o in termini più brevi;
- le indennità spettanti per la cessazione del rapporto di lavoro;
- i diritti che derivano dai rapporti sociali, se la società è iscritta nel registro delle imprese;
- l'azione di responsabilità che spetta ai creditori sociali verso gli amministratori;
- l'azione di annullabilità.

Si prescrivono in tre anni il diritto:
- dei prestatori di lavoro, per le retribuzioni corrisposte a periodi superiori al mese (presuntiva);
- dei professionisti, per il compenso dell'opera prestata e per il rimborso delle spese correlative (presuntiva);
- dei notai, per gli atti del loro ministero (presuntiva);
- degli insegnanti, per la retribuzione delle lezioni impartite a tempo più lungo di un mese (presuntiva).

Si prescrive in un anno:
- il diritto di iniziare un'azione di rescissione contrattuale;
- il diritto di iniziare un'azione di reintegrazione del possesso in caso di spossessamento violento o occulto;
- il diritto di iniziare un'azione di manutenzione in caso di turbativa del possesso;
- il diritto del mediatore al pagamento della provvigione;
- i diritti derivanti dal contratto di spedizione e dal contratto di trasporto. Se tuttavia il trasporto ha inizio o termine fuori d'Europa, la prescrizione è di diciotto mesi.
- i diritti verso gli esercenti pubblici servizi di linea;
- il diritto al pagamento delle rate di premi assicurativi. Tutti gli altri diritti derivanti dal contratto di assicurazione o di riassicurazione si prescrivono in due anni;[1]
- il diritto degli insegnanti, per la retribuzione delle lezioni che impartiscono a mesi o a giorni o a ore (presuntiva);
- il diritto dei prestatori di lavoro, per le retribuzioni corrisposte a periodi non superiori al mese (presuntiva);
- il diritto di coloro che tengono convitto o casa di educazione e di istruzione, per il prezzo della pensione e dell'istruzione (presuntiva);
- il diritto degli ufficiali giudiziari, per il compenso degli atti compiuti nella loro qualità (presuntiva);
- il diritto dei commercianti, per il prezzo delle merci vendute a chi non ne fa commercio (presuntiva);
- il diritto dei farmacisti, per il prezzo dei medicinali (presuntiva).

Si prescrive in sei mesi il diritto degli albergatori e degli osti per l'alloggio e il vitto che somministrano, e si prescrive nello stesso termine il diritto di tutti coloro che danno alloggio con o senza pensione.

## La prescrizione presuntiva
Da questo tipo di prescrizione, chiamata estintiva, si distingue la prescrizione presuntiva, che opera in ambito processuale. Si applica a rapporti - specificati dalla legge - nei quali l'estinzione del debito (in particolare, il pagamento del prezzo di una merce o di una prestazione) avviene generalmente in tempi brevi. In questo caso, il debitore che affermi, ad esempio, di aver adempiuto la propria prestazione ma non è in possesso della relativa prova (es: quietanza di pagamento), può semplicemente limitarsi ad eccepire in giudizio al creditore l'avvenuta prescrizione presuntiva. Il che ha come conseguenza processuale che l'obbligazione si "presume" estinta. Si tratta di una presunzione non assoluta (iuris et de iure), ma relativa (iuris tantum), che cioè può essere vinta da una prova contraria. Però, tale prova è costituita solo dal "giuramento decisorio": il creditore chiede che il debitore giuri che la prestazione dovuta è stata estinta; se il debitore giura (fatte salve le conseguenze penali del falso giuramento(art. 371 codice penale), il giudice, nel decidere la lite, non potrà che attenersi a quanto giurato dalla parte, senza poterne sindacare l'attendibilità e la veridicità.
L'eccezione di prescrizione presuntiva, tuttavia, deve essere rigettata se chi la oppone ha comunque ammesso in giudizio che l'obbligazione non è stata estinta.